# Toussaint Gurgel
Toussaint Gurgel (Le Havre, França, 1576 - Rio de Janeiro, 1631) foi um corsário francês capturado em Cabo Frio em 1595. É mais conhecido por ser o ancestral da antiga família carioca dos Amaral Gurgel, que se ramificou em dois ramos principais: o do sudeste e o do nordeste. A família também se ramificou no exterior: Portugal, Angola, Moçambique e Guiné-Bissau (antiga Guiné Portuguesa). 

## Biografia

### Primeiros anos
São muito escassas as informações sobre a vida de Toussaint na França, por esse motivo pouco se sabe dele na Europa. Ele nasceu em Le Havre, França, era filho de pai alemão (Baviera) e de mãe francesa (Alsácia). Teve como professor de primeiras letras um pastor calvinista que lhes transmitiu as ideias e princípios de tal religião. Terminou os estudos no Liceu de Estrasburgo, e foi um dos alunos da primitiva Escola de Construção Naval e Hidrografia de Saint-Malo. Toussaint abraçou a vida no mar, e enquanto ainda vivia na Europa, navegou por todo o Mar Mediterrâneo (estas informações foram obtidas quando Toussaint foi interrogado, após ter sido preso no Brasil).
Toussaint embarcou no navio Grand Roberge (quando tinha apenas 13 anos), sob o comando do Capitão Santa Maria. Enquanto, que o Vice-Almirante Bois Le Comte, manobrava o navio Petit Roberge. Nessa viagem com destino ao Brasil, Toussaint observou costumes dos índios tamoios, maracajás e tupinambás.

### Vida no Brasil
Toussaint partiu de Saint-Malo comandando duas naus com destino ao Brasil, para contrabandear o pau-brasil, árvore muito apreciada na Europa. Ao pisar novamente em solo brasileiro em 1595, encontrou a Vila de Cabo Frio em pé de guerra, já que os portugueses estavam batalhando contra os franceses remanescentes que ainda viviam no país, após o fracasso da França Antártica. Toussaint ajudou seus conterrâneos, mas os lusos saíram vitoriosos, e o jovem corsário que contava com 27 anos foi feito prisioneiro pelo Coronel João Pereira de Sousa Botafogo. O Coronel João Botafogo recebeu uma sesmaria de recompensa do Governador da Capitania do Rio de Janeiro, Salvador Correia de Sá por ter vencido, a propriedade passou a ser conhecida como Botafogo, a região possui tal nome até os dias de hoje.
Apesar de ter sido um inimigo de nação portuguesa, Toussaint foi autorizado pelo Governador da Capitania do Rio de Janeiro, Salvador Correia de Sá a fixar residência no Brasil. O francês havia despertado a admiração de seu captor, por ter lutado até o fim (ainda que estivesse em menor número). O provável motivo de Toussaint ter conseguido menagem na Vila de São Sebastião do Rio de Janeiro, foi devido aos seus conhecidos náuticos que foram empregados na pesca baleeira. Enriqueceu com o comércio da pesca da baleia, que era muito abundante nos meses frios na Baía de Guanabara. O cetáceo era capturado com facilidade e sua carne vendida no comércio local. O azeite, as barbatanas e a gordura exportados para o Reino de Portugal, rendendo um bom dinheiro nas terras d’além-mar. 
Toussaint se casou com Domingas em 1606, e no mesmo ano, o francês comprou um engenho da Rua de Aleixo Manuel (originalmente denominada como Desvio do Mar, conhecida nos dias de hoje como Rua do Ouvidor), foi nessa propriedade que nasceram os filhos do casal. Domingas era afilhada do Coronel João Botafogo. Embora já fosse rico, Toussaint só conseguiu ascender na sociedade colonial devido ao seu casamento com uma brasileira (filha de portugueses), e, isso ocasionou o seu enraizamento definitivo (aceitação) na elite carioca daqueles tempos. Os pais de Domingas são considerados um dos primeiros povoadores do Rio de Janeiro.
Toussaint eventualmente ia para o interior da Capitania do Rio de Janeiro para caçar e pescar na companhia de amigos, escravos e índios mansos; e por lá ficava por dias e até mesmo semanas seguidas, deixando preocupados seus familiares. Tais estadias foram melhor explicadas quando faleceu, pois além de sua mulher e seus sete filhos, por ele choravam 41 filhos ilegítimos, concebidos com índias da tribo dos tamoios, em suas muitas aventuras nos ínvios e pestilentos sertões de além da Vila de São Sebastião do Rio de Janeiro.

## Genealogia

### Filhos
De Domingas de Arão Amaral (1586 - 1654), filha dos portugueses Antônio Diogo do Amaral (1550 - ?) e Michaela de Jesus Arão, teve:
1. Maria do Amaral Gurgel (1607 - 1671),[24] casada em 1621 em primeiras núpcias com Antônio Ramalho (1591 - ?), filho de Francisco Ramalho e Maria Mendes. Casada em 1634 em segundas núpcias com o Capitão Diogo da Fonseca (1604 - 1686), filho de Francisco Álvares da Fonseca (1572 - 1641) e Paula Rodrigues (1582 - 1642);[2][3][5][25][26]
2. Padre Francisco do Amaral Gurgel (1610 - 1692), pertencia a ordem dos clérigos do hábito de São Pedro. Ele batizou e casou vários parentes;[1][2][3][5][25][26]
3. Isabel do Amaral Gurgel (1613 - 1654), casada em 1634 com o francês Claude Antoine Besançon (1604 - 1677), filho dos franceses Antoine Besançon e Jeanne de Sollier. Claude se casou em segundas núpcias em 1660 com Maria Carvalha;[2][3][5][25][26]
4. Ângela do Amaral Gurgel (1616 - 1695), casada em 1635 com o português Capitão João Batista Jordão (1605 - 1689), filho dos portugueses Antônio Nunes da Silva (1578 - ?) e Maria Jordão (1588 - ?). Pais de 7 filhos, dentre os quais se destaca: o Dr. Cláudio Gurgel do Amaral;[1][2][3][5][25][26][27]
5. Méssia do Amaral Gurgel (1617 - 1687), casada em 1640 com o brasileiro Coronel José Nunes da Silva (1611 - 1689), irmão do Capitão João Batista Jordão (acima citado). Pais de 10 filhos, dentre os quais se destacam: o Capitão Bento do Amaral da Silva e o Coronel Francisco do Amaral Gurgel. [2][3][5][25][26][28]
6. Bárbara Gurgel do Amaral (1619 - ?), casada com João Amaral Nogueira;[2][3][5]
7. Antônia do Amaral Gurgel (1622 - ?), casada em 1646 com o português Dr. João de Azevedo Roxas (1616 - 1675), filho dos portugueses Afonso João e Antônia de Azevedo.[2][3][5][25][26]

### Descendência
Do casal Toussaint-Domingas descendem várias personalidades brasileiras:
- O ex-presidente do Brasil, Humberto de Alencar Castelo Branco;[3]
- Os ex-governadores do estado do Rio Grande do Norte, Francisco Gurgel de Oliveira e Walfredo Dantas Gurgel;[3]
- Os ex-governadores do estado do Pernambuco, Alexandre José Barbosa Lima e Alexandre José Barbosa Lima Sobrinho;[3]
- O ex-governador do estado do Rio de Janeiro, Ernâni do Amaral Peixoto;[3]
- Os aristocratas brasileiros: 
  - Duque de Caxias, Luís Alves de Lima e Silva; Marquês da Gávea, Manoel Antônio da Fonseca Costa; Marquesa de Cantagalo, Maria Teresa Pinto Guedes Smissaert Caldas; Marquesa da Vila Real da Praia Grande, Maria da Encarnação Gurgel Carneiro de Figueiredo Sarmento; Conde da Serra Negra, Manuel Ernesto da Conceição; Conde de Tocantins, José Joaquim de Lima e Silva Sobrinho; Visconde de Magé, José Joaquim de Lima e Silva; Visconde e Barão de Indaiatuba, Joaquim Bonifácio do Amaral; Visconde da Penha, João de Sousa da Fonseca Costa; Visconde da Vila Real da Praia Grande, Caetano Pinto de Miranda Montenegro Filho; Viscondesa e Baronesa da Fonseca Costa, Josefina da Fonseca Costa; Viscondessa da Vila Real da Praia Grande, Maria Elisa Gurgel e Rocha; Barão da Barra Grande, Francisco de Lima e Silva; Barão do Engenho Novo, Antônio Pereira de Sousa Barros; Barão de São Félix, Antônio Félix Martins de Barros; Barão de Suruí, Manuel da Fonseca Lima e Silva; Barão de Vista Alegre, Manuel Pereira de Sousa Barros; Baronesa do Assú, Maria das Mercês Gurgel de Oliveira; Baronesa de Maia Monteiro, Maria Elisa Pinto de Miranda Montenegro; Baronesa de São Sepé, Teresa Camila de Lima e Silva; Baronesa de Santa Clara, Leocádia Delfina de Barros; Baronesa de Santa Mônica, Luísa de Loreto Viana Lima e Silva; Baronesa da Serra Negra, Gertrudes Eufrosina da Rocha; Baronesa da Vargem Alegre, Mariana Cândida de Lima e Silva;[3]
- O inconfidente mineiro exilado em Moçambique, Salvador Carvalho do Amaral Gurgel;[3][5]
- O empresário João Augusto Conrado do Amaral Gurgel;[3]
- O fundador de Janduís, Canuto Gurgel do Amaral.[3]
- Os escritores: Aldysio Gurgel do Amaral, Miguel Santiago Gurgel do Amaral, Edelweiss Campos do Amaral e Heitor Luís Gurgel do Amaral.[2][3]
- O historiador e poeta: Deífilo dos Santos Gurgel.[3]
- O embaixador Maury Gurgel Valente, ex-marido da escritora Clarice Lispector.[3]